# Yavia cryptocarpa
Yavia cryptocarpa R.Kiesling & Piltz, 2001 è una pianta succulenta della famiglia delle Cactacee, endemica dell'Argentina. È l'unica specie nota del genere Yavia.

## Conservazione
La Lista rossa IUCN classifica Yavia cryptocarpa come specie in pericolo di estinzione (Endangered).